# Steatoda tortoisea
Steatoda tortoisea är en spindelart som beskrevs av Yin et al. 2003. Steatoda tortoisea ingår i släktet vaxspindlar, och familjen klotspindlar. Inga underarter finns listade i Catalogue of Life.